# Arcanumophis problematicus
Arcanumophis problematicus is slang uit de familie toornslangachtigen (Colubridae) en de onderfamilie Dipsadinae.

## Naam en indeling
De wetenschappelijke naam van het geslacht werd in 1986 voorgesteld door Charles William Myers. Oorspronkelijk werd de wetenschappelijke naam Liophis problematicus gebruikt. Het is de enige soort uit het monotypische geslacht Arcanumophis. De slang werd eerder aan andere geslachten toegekend, zoals Erythrolamprus en het niet langer erkende Liophis. De wetenschappelijke geslachtsnaam Arcanumophis betekent vrij vertaald 'mysterieuze slang; arcanum = mysterieus en ophis = slang.

## Verspreidingsgebied
De slang komt voor in delen van Zuid-Amerika en leeft endemisch in Peru.